# 自殺危機干預
自杀危机干预指的是為了防止他人試圖自殺所作的各種努力。
危机干预進行時，會建議先直接詢問當事人有關自殺的問題。這些問題包括詢問是否有想要自殺的想法、是否考慮過自殺方式，如何取得自殺需要的工具、以及是否有考慮何時進行。提出這些問題可以建立和對方的聯繫，這是自殺預防的關鍵保護因素。這些問題也使周遭的人更了解自殺風險。研究表明，直接詢問有關自殺的問題不會增加自殺意圖，甚至可能減少自殺意圖。
許多國家都有訂定心理健康法，若有人表示有自殺想法或意圖，且被認定其判斷力不足，此人會被拘留，接受強制精神治療。法律會授予法院、警察及醫生權力，將當事人送往醫院接受緊急治療。依照司法管轄區的不同，有關正在進行非自願治療的審查，可以由醫院、法院或準司法機構進行。法律通常要求警察或法院當局不要將將當事人關押在警察局等地點，要盡快送往醫院接受治療。
心理健康專業人員和部份衛生專業人員會接受自殺風險評估訓練，有些也接受了自殺治療訓練。針對需要協助的人，也預備了自殺求助的危机热线。不過，有些人可能因為恥辱、先前的負面經歷、害怕被拘留等原因，不願意去討論其自殺想法。

## 針對自殺意圖的急救

像國家自殺防治熱線之類的危機熱線，使人們能夠立即獲得緊急電話諮詢

有些自殺會有跡象及徵兆。在自殺案例中，有75%至80%在自殺之前有出現一些警訊。
與有自殺想法的人談論自殺，不會增加自殺的風險:8。若有人表達自殺的想法，會鼓助他們尋求心理健康治療。家人朋友可以聆聽、用同理心]以及鼓勵的方式，建立安全計劃。有些訊息代表了即將自殺風險的嚴重警訊，其中包括表示意圖自殺，以及取得致命工具的具體計劃:30。有若人表現出這些警訊，需立刻聯繫緊急服務。
若一個人提到要自殺時，多半不是只為了吸引注意而已，他們認為他們是很認真的考慮這件事。
安全計劃包括支持的來源、情緒自我調節活動、活著的理由（例如對家人以及寵物的承諾等）、安全的通話對象，以及可以去的安全場所:38–39。當有人因自殺念頭而感到極度痛苦和不知所措時，回到安全計劃可能會有幫助，若當時無法執行安全計劃，可以撥打自殺求助熱線。

## 精神健康治療
針對自殺的綜合性處理包括穩定患者和確保其安全、評估風險因素，以及圍繞著風險因素最小化和加強保護因子來進行的持續管理和問題解決:4。在急性期，可以用住院或緊急治療來確保患者安全，但應該盡可能少使用限制手段。治療的重點是減少痛苦和增強因應技能，並治療可能有的潛在疾病。
DSM-5第一軸障礙（特別是重度憂鬱症）和第二軸障礙（特別是邊緣性人格障礙）會增加自殺的風險:45。與僅患有這兩種疾病之一的個體相比，精神疾病和藥物濫用障礙同時發生的個體面臨更高的風險。雖然抗憂鬱藥可能不會直接降低成人的自殺風險，但它們在許多情況下可有效治療重度憂鬱症，因此建議用於憂鬱症患者。有證據表明，長期鋰治療可以減少躁鬱症或重度憂鬱症患者的自殺率。 電痙攣療法（ECT）或休克療法可快速減少自殺念頭。治療方法的選擇取決於患者的症狀和病史。如果病人即使在醫院病房也積極嘗試自殺，速效治療（如電痙攣療法）可能是最優先嘗試的治療方式。
理想情況下，會讓患者的家人參與對患者的持續支持，他們可以幫助加強保護因子，並解決圍繞風險因素的問題。家庭和患者都應得到醫療保健提供者的支持，以應對圍繞精神疾病和自殺的社會恥辱。
也應注意患者的文化背景，因為這有助於理解其保護因子，以及解決問題的方法。危險因子也可能與受壓迫的少數族群的成員身分有關。例如，原住民可能會受益於傳統的原住民治療技術，這些技術促進了思維、傳統連結和情感表達的改變:21–22
心理治療，特別是認知行為治療，是自殺風險管理的重要一環。根據格雷戈里·布朗、亞倫·貝克等人在2005年進行的隨機對照試驗，認知療法可以將重複企圖自殺的情形減少50%。

### 自殺預防
心理健康專家提出了各種自殺預防策略：
- 透過培養樂觀態度和建立人際連結來提高心理彈性[10]。
- 進行有關自殺的教育，包括其風險因子、自殺警訊以及可獲得的協助[11]。
- 提高衛生和福利服務應對有需要者的能力，包括進一步培訓衛生專業人員，以及和危機諮詢組織合作。
- 減少家庭暴力、藥物濫用和離婚是減少許多心理健康問題的長期策略[12]。
- 減少方便的自殺手段（例如有毒物質、手槍、繩索/鞋帶）。
- 減少非處方藥包裝中提供的劑量數量，例如： 阿斯匹林。
- 針對高危險群的介入措施。

## 外部連結
- Stamp Out Suicide Promoting suicide awareness and supporting suicide prevention
- Suicide Prevention Help （页面存档备份，存于） A portal for texts, hot-lines, and other websites designed for the person at risk and care-provider of suicidal crises.
- National Suicide Prevention Lifeline （页面存档备份，存于）
- National (U.S) Suicide Prevention Hot-lines （页面存档备份，存于） provides telephone numbers for access to crisis intervention counselors, and brief helping texts for people in crisis situations
- It Gets Better Project （页面存档备份，存于） The It Gets Better Project was created to show young LGBT people the levels of happiness, potential, and positivity their lives will reach – if they can just get through their teen years. The It Gets Better Project wants to remind teenagers in the LGBT community that they are not alone – and it will get better.
- The Trevor Project （页面存档备份，存于） The Trevor Project is the leading national organization providing crisis intervention and suicide prevention services to lesbian, gay, bisexual, transgender, and questioning youth.
- Suicide Hotlines Directory Portuguese Web Archive的存檔，存档日期2016-05-16

### 自殺危機干預研究的期刊
- Archives of Suicide Research （页面存档备份，存于）
- Crisis: The Journal of Crisis Intervention and Suicide Prevention （页面存档备份，存于）
- Suicide and Life-Threatening Behavior